# Miño (rivier)

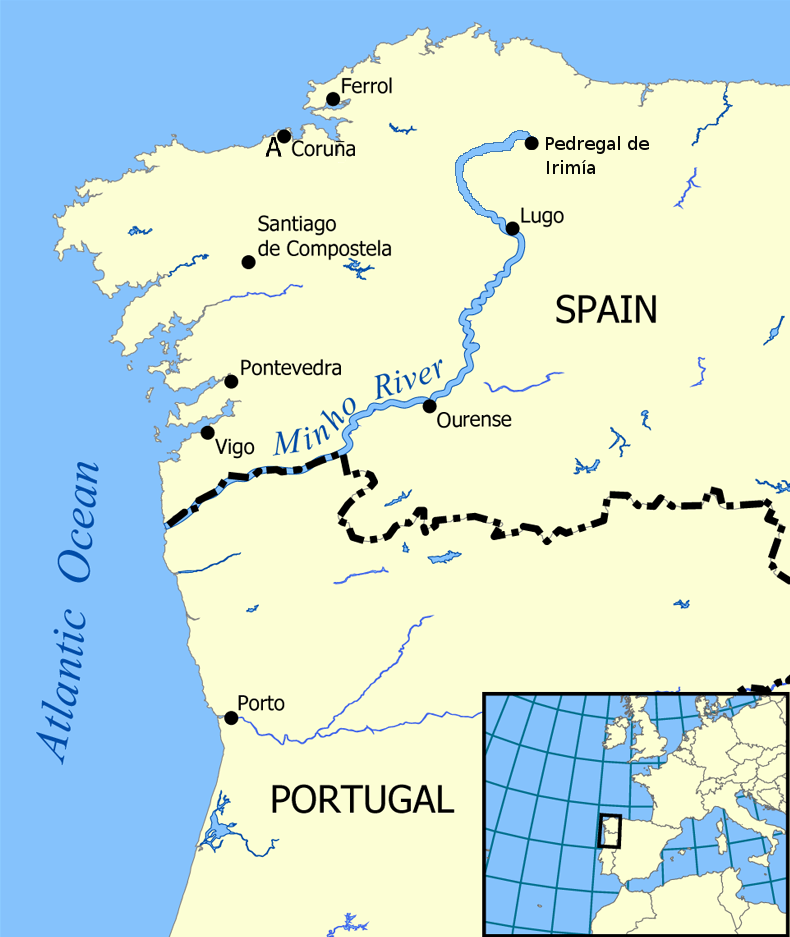
Locatie van de Miño

De Miño (Portugees: Minho) is een rivier die op een hoogte van 750 m ontspringt bij het Galicische dorp Meira en 340 km verder in de Atlantische Oceaan uitmondt ten zuiden van A Guarda en ten noorden van Caminha. De laatste 75 km vormt de Miño de grens tussen Spanje en Portugal. Een zijrivier van de Miño is de Sil.
- Biblioteca Nacional de España: XX451430
- Bibliothèque nationale de France: cb151978045 (data)
- Gemeinsame Normdatei: 4101014-0
- Nationale Bibliotheek van Tsjechië: ge239761
- Nationale Bibliotheek van Israël: 987007529996605171
- Système universitaire de documentation: 027640477
- Virtual International Authority File: 315144639